# Heinrich von Wlislocki

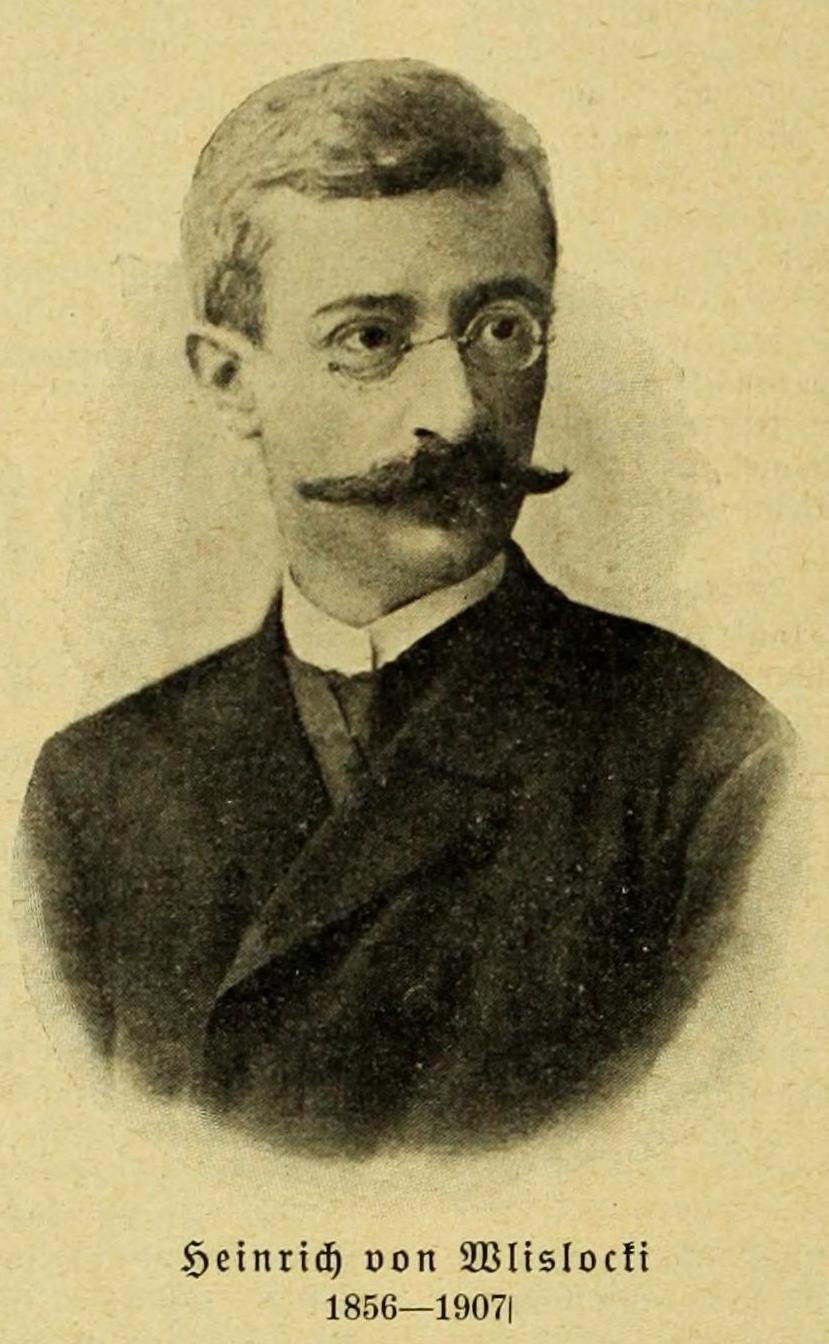
Heinrich von Wlislocki

Heinrich Adalbert von Wlislocki, Henrik Wlislocki (* 9. Juli 1856 in Kronstadt; † 19. Februar 1907 in Klosdorf bei Kleinkopisch, heute: Șona) war ein siebenbürgischer Sprachwissenschaftler und Volkskundler.
Der Sohn eines polnischen kaiserlichen Finanzbeamten und einer Siebenbürger Sächsin besuchte nach dem Honterus-Gymnasium in Kronstadt von 1875 bis 1879 die Universität Klausenburg. 1879 machte er seinen Doktor mit der Schrift Hapax legomena im Atlamál, die in der von seinen akademischen Lehrern Hugo Meltzl und Sámuel Brassai herausgegebenen Zeitschrift Acta comparationis litterarum universarum = Zeitschrift für vergleichende Litteratur veröffentlicht wurde. Nach dem Tod seines Vaters arbeitete er in ärmlichen Verhältnissen als Hauslehrer. Von 1883 bis 1890 lebte er in Mühlbach (Sebeș).
In seinem besonderen Interessengebiet, der Tsiganologie, betrieb er eine intensive literarische Sammeltätigkeit sowie Feldstudien bei siebenbürgischen Wanderzigeunern. Er wurde Mitglied eines Clans und war zeitweise mit einer Zigeunerin verheiratet. Als Forscher erarbeitete er sich einen hervorragenden Ruf, so dass z. B. Charles Godfrey Leland ihn 1889 als den wahrscheinlich am besten mit dem Leben und der Sprache der Zigeuner vertrauten Gelehrten bezeichnete.
Von 1896 bis 1898 war er Mitarbeiter an Hans Ferdinand Helmolts Weltgeschichte. In seinen letzten Jahren, ab 1899, litt er an einer Geisteskrankheit und lebte in Pflege bei seiner Frau, einer ungarischen Lehrerin in Klosdorf bei Kleinkopisch.
Wlislocki veröffentlichte zahlreiche Aufsätze in Zeitschriften, unter anderem in der Ungarischen Revue, der Zeitschrift für vergleichende Literaturgeschichte, dem Journal of the Gypsy Lore Society, der Zeitschrift für deutsche Philologie und der Zeitschrift der Deutschen Morgenländischen Gesellschaft. Er wirkte auch als Übersetzer, so übertrug er Petőfi ins Isländische, János Vajda und K. Szász ins Deutsche.

## Schriften

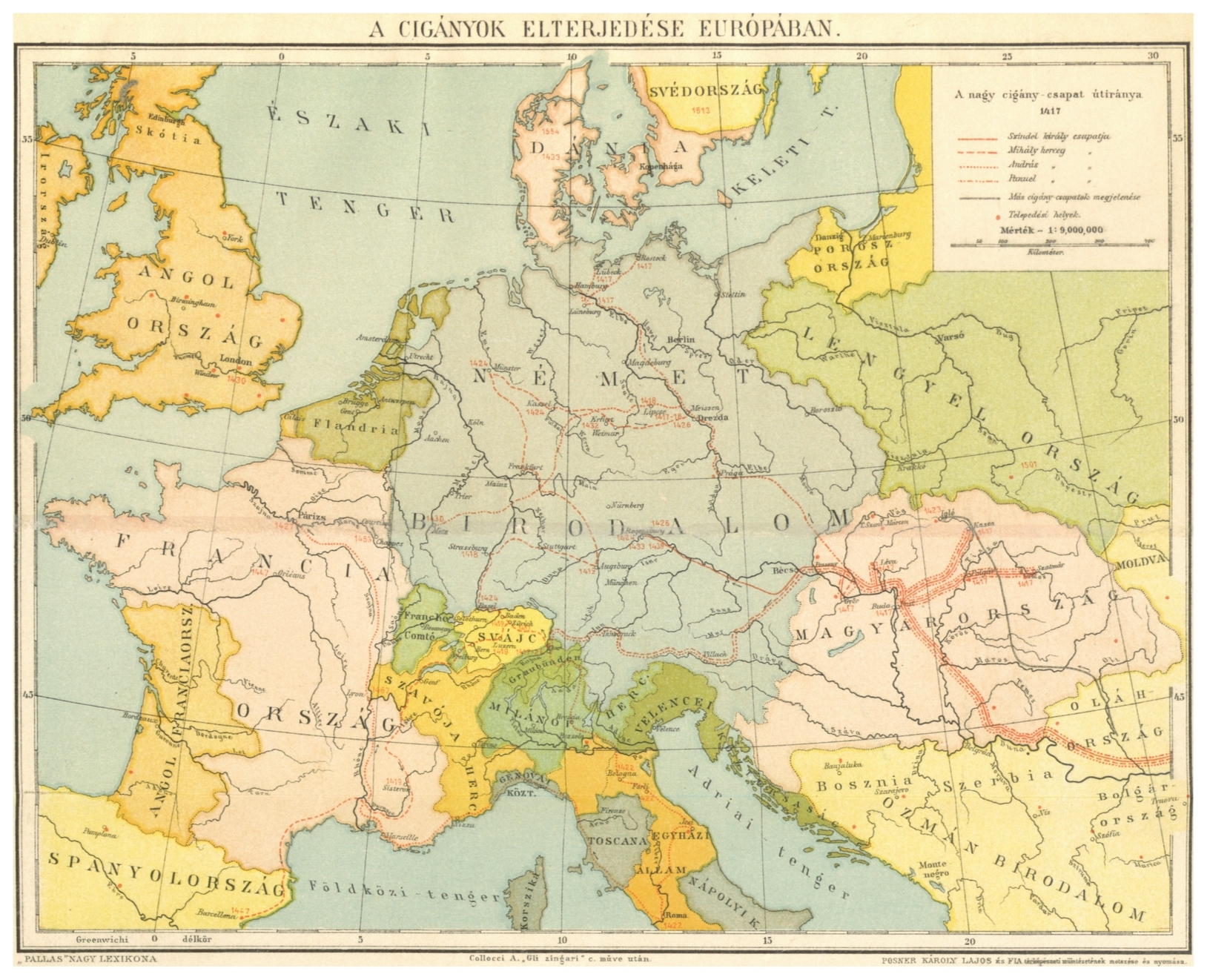
Ausbreitungswege der Sinti und Roma in Europa, mit Angabe der Ersterwähnung, 1894

- Haideblüten. Volkslieder der transsilvanischen Zigeuner, Friedrich, Leipzig 1880

- Die Sprache der transsilvanischen Zigeuner. Grammatik, Wörterbuch, Friedrich, Leipzig 1884

- Märchen und Sagen der Transsilvanischen Zigeuner, Nicolai, Berlin 1886

- Zauber- und Besprechungs-Formeln der transsilvanischen und südungarischen Zigeuner (= Publicationen der ethnologischen Mitteilungen aus Ungarn, 2), Selbstverlag, Budapest 1887

- Zur Volkskunde der transsilvanischen Zigeuner (= Sammlung gemeinverständlicher wissenschaftlicher Vorträge, Neue Folge, 36 = Serie 2), Richter, Hamburg 1887

- Sitte und Brauch der Siebenbürger Sachsen. Doktor Johannes Conrad Brunner (= Sammlung gemeinverständlicher wissenschaftlicher Vorträge, Neue Folge, 63), Hamburg 1888 Digitalisat.

- Aus dem Leben der Siebenbürger Rumänen (= Sammlung gemeinverständlicher wissenschaftlicher Vorträge, Neue Folge, 87 = Serie 4), Hamburg 1889

- Volksdichtungen der siebenbürgischen und südungarischen Zigeuner, Graeser, Wien 1890

- Vom wandernden Zigeunervolke. Bilder aus dem Leben der Siebenbürger Zigeuner. Geschichtliches, Ethnologisches, Sprache und Poesie, Richter, Hamburg 1890

- Die Szekler und Ungarn in Siebenbürgen (= Sammlung gemeinverständlicher wissenschaftlicher Vorträge, Neue Folge, 137 = Serie 6), Hamburg 1891 (Digitalisat)

- Märchen und Sagen der Bukowinaer und Siebenbürger Armenier, Hamburg 1891

- Volksglaube und religiöser Brauch der Zigeuner (= Darstellungen aus dem Gebiete der nichtchristlichen Religionsgeschichte, 4), Aschendorff, Münster i. W. 1891 online

- Aus dem inneren Leben der Zigeuner, Felber, Berlin 1892

- Volksglaube und Volksbrauch der Siebenbürger Sachsen, Felber, Berlin 1893

- Aus dem Volksleben der Magyaren. Ethnologische Mitteilungen, Huttler, München 1893

- Volksglaube und religiöser Brauch der Magyaren (= Darstellungen aus dem Gebiete der nichtchristlichen Religionsgeschichte, 8), Aschendorff, Münster i. W. 1893 online

- Zur Ethnographie der Zigeuner in Südosteuropa. Ttsiganologische Aufsätze und Briefe aus dem Zeitraum 1880–1905 (= Studien zur Tsiganologie und Folkloristik, 12), hrsg. von Joachim S. Hohmann, Lang, Frankfurt am Main u. a. 1994